# Lassina Traoré
Lassina Chamste Soudine Franck Traoré (Bobo-Dioulasso, 12 januari 2001) is een Burkinees profvoetballer die als aanvaller sinds juni 2021 onder contract staat bij Sjachtar Donetsk. Traoré debuteerde in 2017 in het Burkinees voetbalelftal. Hij is een neef van Bertrand Traoré, die nu voor Ajax speelt.

## Carrière

### Rahimo en Ajax Cape Town
Lassina Traoré speelde tot 2017 in de jeugd voor Rahimo Football Club, waarna hij naar Ajax Cape Town vertrok. Hier begon hij in de jeugd en werd in zijn tweede seizoen topscorer van het tweede elftal.

### Ajax
In 2018 werkte hij twee stages af bij Ajax, waar hij in de winterstop van 2018/19 aansloot. Traoré maakte op 10 januari 2019 zijn officieuze debuut voor Ajax tijdens de Florida Cup in een wedstrijd tegen Flamengo. Hij maakte zijn officiële debuut voor Jong Ajax op 28 januari 2019, in de met 1–3 verloren thuiswedstrijd tegen FC Volendam. Traoré scoorde het enige doelpunt voor Jong Ajax. Op 12 mei maakt hij zijn debuut voor het eerste elftal via een invalbeurt tegen FC Utrecht.
In seizoen 2019/20 speelt Traoré tot en met november opnieuw voor Jong Ajax. Vanaf december krijgt hij regelmatig speeltijd in het eerste team. Op 22 december 2019 stond Traoré voor het eerst in de basis van de hoofdmacht en scoorde een doelpunt in de met 6–1 gewonnen wedstrijd tegen ADO Den Haag. Op 20 februari debuteerde hij als basisspeler in de UEFA Europa League tegen Getafe.
Op 24 oktober 2020 schreef hij Eredivisie-geschiedenis door vijf doelpunten te maken, tevens gaf hij drie assists, tijdens de uitwedstrijd tegen VVV Venlo, die eindigde in een historische 0–13. Op 27 oktober 2020 in de uitwedstrijd tegen Atalanta Bergamo scoorde hij de 0–2 voor Ajax en maakte daarmee zijn eerste doelpunt in de UEFA Champions League. Na de winterstop verminderde zijn perspectief op speeltijd doordat Ajax Sebastien Haller aankocht.

### Sjachtar Donetsk
In juni 2021 tekende Traoré een contract bij Sjachtar Donetsk, dat naar verluidt acht miljoen euro betaalde aan Ajax. Dit bedrag kon nog tot tien miljoen euro oplopen vanwege eventuele bonussen. Hij startte het seizoen goed, met zes doelpunten in de eerste zeven competitiewedstrijden. Op 28 september liep hij tijdens het duel in de UEFA Champions League tegen Internazionale echter een zware knieblessure op.

## Statistieken
| Seizoen                            | Club             | Competitie     | Competitie | Competitie | Beker | Beker | Internationaal | Internationaal | Totaal | Totaal |
| Seizoen                            | Club             | Competitie     | Wed.       | Dlp.       | Wed.  | Dlp.  | Wed.           | Dlp.           | Wed.   | Dlp.   |
| ---------------------------------- | ---------------- | -------------- | ---------- | ---------- | ----- | ----- | -------------- | -------------- | ------ | ------ |
| 2018/19                            | Jong Ajax        | Eerste divisie | 14         | 8          | –     | –     | –              | –              | 14     | 8      |
| 2019/20                            | Jong Ajax        | Eerste divisie | 17         | 13         | –     | –     | –              | –              | 17     | 13     |
| 2018/19                            | Ajax             | Eredivisie     | 1          | 0          | –     | –     | –              | –              | 1      | 0      |
| 2019/20                            | Ajax             | Eredivisie     | 9          | 2          | 2     | 2     | 1              | 0              | 12     | 4      |
| 2020/21                            | Ajax             | Eredivisie     | 12         | 7          | 0     | 0     | 3              | 1              | 15     | 8      |
| 2021/22                            | Sjachtar Donetsk | Premjer Liha   | 7          | 6          | 0     | 0     | 6              | 1              | 13     | 7      |
| 2022/23                            | Sjachtar Donetsk | Premjer Liha   | 21         | 5          | 0     | 0     | 10             | 1              | 31     | 6      |
| 2023/24                            | Sjachtar Donetsk | Premjer Liha   | 16         | 4          | 2     | 0     | 2              | 0              | 20     | 4      |
| 2024/25                            | Sjachtar Donetsk | Premjer Liha   | 22         | 4          | 3     | 1     | 6              | 0              | 31     | 5      |
| 2025/26                            | Sjachtar Donetsk | Premjer Liha   | 0          | 0          | 0     | 0     | 1              | 0              | 0      | 0      |
| Carrièretotaal                     | Carrièretotaal   | Carrièretotaal | 119        | 49         | 7     | 3     | 29             | 3              | 154    | 55     |
| Bijgewerkt tot en met 22 juli 2025 |                  |                |            |            |       |       |                |                |        |        |

## Interlandcarrière
Lassina Traoré werd in 2017 voor het eerst geselecteerd voor het Burkinees voetbalelftal. Hij debuteerde op 4 mei 2017 in de met 1–1 gelijkgespeelde oefenwedstrijd tegen Benin, waarin hij het enige doelpunt voor Burkina Faso scoorde. In zijn tweede interland, weer een vriendschappelijke wedstrijd tegen Benin, scoorde hij twee keer. De wedstrijd eindigde in 2–2.
| Interlands van Lassina Traoré voor Burkina Faso | Interlands van Lassina Traoré voor Burkina Faso | Interlands van Lassina Traoré voor Burkina Faso | Interlands van Lassina Traoré voor Burkina Faso | Interlands van Lassina Traoré voor Burkina Faso     | Interlands van Lassina Traoré voor Burkina Faso |
| №                                               | Datum                                           | Wedstrijd                                       | Uitslag                                         | Soort wedstrijd                                     | Doelpunten                                      |
| ----------------------------------------------- | ----------------------------------------------- | ----------------------------------------------- | ----------------------------------------------- | --------------------------------------------------- | ----------------------------------------------- |
| 1.                                              | 4 mei 2017                                      | Burkina Faso - Benin                            | 1 – 1                                           | Vriendschappelijk                                   | 1                                               |
| 2.                                              | 21 mei 2017                                     | Benin - Burkina Faso                            | 2 − 2                                           | Vriendschappelijk                                   | 2                                               |
| 3.                                              | 12 augustus 2017                                | Burkina Faso - Ghana                            | 2 − 2                                           | African Championship of Nations 2018 (kwalificatie) | 0                                               |
| 4.                                              | 20 augustus 2017                                | Ghana - Burkina Faso                            | 1 − 2                                           | African Championship of Nations 2018 (kwalificatie) | 0                                               |

## Erelijst
| Competitie           |        |                  |      |      |
| Competitie           | Aantal | Jaren            |      |      |
| Ajax                 | Ajax   | Ajax             | Ajax | Ajax |
| -------------------- | ------ | ---------------- | ---- | ---- |
| Eredivisie           | 2x     | 2018/19, 2020/21 |      |      |
| KNVB beker           | 2x     | 2018/19, 2020/21 |      |      |
| Johan Cruijff Schaal | 1x     | 2019             |      |      |
| Sjachtar Donetsk     |        |                  |      |      |
| Oekraïense Supercup  | 1x     | 2021             |      |      |

2 Traoré ·
3 Arroyo ·
5 Bondar ·
6 Gomes ·
7 Eguinaldo ·
8 Kryskiv ·
9 Sjved ·
10 Soedakov ·
11 Kevin ·
12 Puzankov ·
13 Pedrinho ·
16 Azarovi ·
17 Tobias ·
18 Ghram ·
19 Elias ·
20 Hloesjtsjenko ·
21 Bondarenko ·
22 Matvijenko ·
24 Tsoekanov ·
26 Konoplja ·
29 Nazaryna ·
30 Alisson ·
31 Riznyk ·
38 Pedrinho ·
39 Newerton ·
48 Tvardovskyj ·
72 Fesjoen ·
74 Faryna ·
Coach: Turan